# Paul Gerhardt (Wasserbauingenieur)
George Friedrich Paul Gerhardt (* 27. Oktober 1847 in Strausberg; † 5. März 1923 in Berlin-Zehlendorf) war ein deutscher Baubeamter, Wasserbauingenieur und Vortragender Rat im preußischen Ministerium der öffentlichen Arbeiten. Seit 1912 war er ordentliches Mitglied der Akademie des Bauwesens. Er trat als Wirklicher Geheimer Oberbaurat 1919 in den Ruhestand.

## Herkunft
Paul Gerhardt wurde 1847 in Strausberg bei Berlin geboren und stammte aus einer großen Familie mit etlichen Bauleuten. Seine Eltern, Julius Carl Ferdinand Gerhardt (1816–1872) und Renate Wilhelmine, geb. Schulz (1811–1900) hatten vier Kinder, Charlotte Renate Emma (1844–?), Bruder Julius Carl Friedrich (1846–1871) und Otto Ernst Louis (1849–1861).
Am 5. Juni 1880 heiratete er in Schöneberg bei Berlin Emilie Friederike Johanne Theodore, geb. Kind (1858–1942), die älteste Tochter des Wirklichen Geheimen Oberregierungsrates und Chefs der Reichspostbauverwaltung August Kind. Aus der Ehe gingen drei Söhne hervor, Paul (1881–1953), Generalleutnant der Infanterie Hans (1889–1941), Direktor der Saargruben AG und Ulrich (1895–1918), Flieger-Leutnant, gefallen.

## Ausbildung
Nachdem er seine Schulausbildung 1853 an der Stadtschule Strausberg begonnen hatte, wechselte er 1861 an die Gewerbeschule nach Berlin. Von 1866 bis 1867 besuchte er die Dorotheenstädtische Realschule in Berlin, wo er sein Abitur ablegte. Nach seiner Schulausbildung besuchte er die Berliner Bauakademie, um der Familientradition im Baufach zu folgen. 1867–1868 hatte er militärisch als Einjährig-Freiwilliger gedient und im Deutsch-Französischen Krieg, an dem er in den Feldzügen des 7. Brandenburgischen Infanterie-Regiments Nr. 60 in Gravelotte, Metz, Verdun und Südfrankreich teilnahm, erwarb er das Eiserne Kreuz II. Klasse. Als Oberleutnant der Landwehr wurde er 1872 entlassen. Jetzt konnte er seine Baustudien fortsetzen und 1873 mit der Staatsprüfung als Bauführer beenden.

## Beruflicher Werdegang
Nun widmete er sich dem Ingenieurwesen zunächst von 1873 bis 1875 als Bauführer und war bei der Bergverwaltung und bei der Eisenbahnverwaltung beim Bau der Eisenbahnlinie Bebra-Hanau beschäftigt.
Als Mitglied des Architekten-Vereins zu Berlin hat er sich mehrfach an Teilnahme-Wettbewerben mit verschiedenen Projekten beteiligt. 1876 gewann er den Schinkelpreis in der Kategorie Ingenieurwesen für die Regulierung der Spree in Berlin.
Am 13. März 1876 bekam er auf dem jährlich stattfindenden Schinkelfest neben den drei anderen Preisträgern die Schinkel-Medaille für seine Preis-Arbeit .
Am 9. Juni 1876 konnte er die zweite Staatl. Baumeister-Prüfung ablegen und von 1877 bis 1884 wurde ihm die Leitung der Erweiterungsbauten des Kaiserhafens in Ruhrort übertragen.
1884 wurde der Reg.-Bmstr. Gerhardt zum Königl. Wasserbauinspektor ernannt und ihm gleichzeitig eine technische Hilfsarbeiter-Stelle bei der Kgl. Ministerial-Baukommission in Berlin verliehen worden.
Von 1886 bis 1893 war er als Meliorationsbauinspektor zunächst in Königsberg als Wasserbaubeamter tätig.
1888 ab 1. Oktober ist er als Dozent für Kulturtechnik an der Landwirtschaftliche Hochschule Berlin berufen und hielt Lehrvorträge und Konstruktionsübungen über Kulturtechnik nebenamtlich.
Danach wurde er 1893 als Meliorationsbau-Inspektor für Provinz Brandenburg berufen, um die anstehenden Meliorationsmaßnahmen zu organisieren. Hier war er maßgeblich für die bis 1895 entstandenen Sonderpolder bei Hohensaaten, Ranft, Finow, Glietzen und Falkenberg mit einer Fläche von 10.490 Hektar zuständig.
Gleichzeitig hielt er 1893 Vorlesungen über Strom-, Kanal- und Hafenämter an der Königlich Technische Hochschule zu Berlin, Lehrstuhl Wasserbau.
1895 ab März war er als Baurat auf einer Hilfsarbeiterstelle im Technischen Büro der Bauabteilung im Ministerium tätig und bis April 1902 weiterhin in Königsberg, wo er als Regierungs- und Baurat dem Regierungspräsidenten mit dem Dezernat für die Hafen-, Dünen- und Wasserbauten der Hafenbauämter Pillau und Memel zugeteilt war.
Ab 1901 ist Gerhardt in Berlin im preußischen Ministerium der öffentlichen Arbeiten und wird 1902 Geheimer Baurat und Vortragender Rat in der Wasserbauabteilung.
Im Jahre 1902 bewohnte er mit seiner Familie eine Wohnung im 3. Stock in der Stubenrauchstraße 6 in Friedenau.
1905 wurde er zum Geheimen Oberbaurat ernannt.
Seit 1907 wohnte der Wirkliche Geheime Oberbaurat Paul Gerhardt mit seiner Familie in Zehlendorf im neu erbauten eigenen Haus in der Spandauer Straße 52 (heute Onkel-Tom-Straße).
1912 Berlin ordentliches Mitglied der Akademie des Bauwesens.
1916 März wird er Wirklicher Geheimer Oberbaurat als Rat I. Klasse ernannt.
Am 1. Juli 1919 schied er auf eigenen Antrag aus dem Staatsdienst aus und veröffentlichte in den kommenden Jahren noch eine Reihe von Arbeiten zum landwirtschaftlichen und fischereilichen Wasserbau, Dünenbau, Seedeiche und Deichschleusen u. a. für das Lehrbuch des Tiefbaus, die wesentlich zum internationalen Ansehen des deutschen Wasserbaus beitrugen.
Paul Gerhardt starb am 5. März 1923 in seinem Wohnhaus in Zehlendorf. In seinem Nachruf, den sein ehemaliger Berufskollege Hermann Keller für das Zentralblatt der Bauverwaltung formulierte, hieß es u. a.: „Gerhardt hatte sich bis in sein hohes Alter außerordentliche Geistesfrische bewahrt, die im Bunde mit seiner sachlichen Tüchtigkeit, Arbeitstreue und Erfahrung seine Ratschläge für die Wasserbauverwaltung und in der Akademie des Bauwesens, der er seit 1912 angehörte, höchst wertvoll machte“.
Am 9. März erfolgte seine Beerdigung auf dem St. Paulus-Friedhof in Zehlendorf.

## Würdigung und Auszeichnungen
- 1876 Staatspreis Schinkel-Preis
- 1900 Roter Adlerorden 4. Klasse, Goldene Medaille der Weltausstellung zu Paris
- 1904 Roter Adlerorden 3. Klasse, Großer Preis der Weltausstellung zu St. Louis
- 1907 Roter Adlerorden 3. Klasse mit Schleife
- 2023 Jubiläen – Catalogus Professorum TU Berlin

## Schriften
- Umgestaltung der Drainagebauten von Längsdrainagen zu Querdrainagen. 1891
- Einlassen von Winterhochwasser in Flussniederungen. 1891
- Regen, Grundwasser und Quellen. 1892[13]
- Kulturtechnik. 1896.[14]
- Handbuch des deutschen Dünenbaues. 1900[15]
- Fischwege und Fischteiche. 1904. In: Handbuch der Ingenieurwissenschaften. 3. Teil, II. Band, 1. Abt.: Wehre und Fischwege, S. 454–499.
- Nachruf Wirklicher Geheimer Oberregierungsrat August Kind. In: Zentralblatt der Bauverwaltung. Nr. 4, 1905, S. 25 (zlb.de).